# Херман Вандерпортенстадион
Херман Вандерпортенстадион (также называется Het Lisp) — многопрофильный Стадион в Лире, Бельгия. В настоящее время используется в основном для футбольных матчей и является главной ареной клуба Льерс с 1925 года.
Стадион вмещает 14538 зрителей, в том числе 4311 стоячих мест, 522 мест бизнес-класса, 102 места vip и 3 vip-ложи. Стадион назван в честь Хермана Вандерпортена, бельгийского политического деятеля, бывшего мэра Лира (1982—1984).